# Eremo della Madonna della Stella
L’Eremo della Madonna della Stella è un luogo di culto situato nel territorio di Cerreto di Spoleto. La sua costruzione risale al 1308 ed è meta di pellegrinaggio. Luogo di interesse culturale e spirituale, non ospita più eremiti da decenni. La chiesa è stata oggetto di un restauro conservativo nel 2013-2014 ed è chiusa al pubblico.
Il luogo è vicino alla frazione Rocchetta di Cerreto di Spoleto e alla frazione Roccatamburo di Poggiodomo. Si può raggiungere da Cascia e da Borgo Cerreto, frazione di Cerreto di Spoleto, seguendo le indicazioni stradali per Poggiodomo.
L'eremo è nascosto nella valle e raggiungibile tramite una strada sterrata, con imbocco al km 19-18 della strada provinciale SP470 (Perugia). Si trova in un'area impervia, lontana dai centri abitati, sprovvista di servizi primari e copertura radiomobile. Solo una parte dell'eremo è visitabile in sicurezza.

## Storia
L'Eremo è stato edificato da due frati Agostiniani, Andrea da Cascia e Giovanni da Norcia, intorno al 1300. Essi decisero di costruire in Valle Noce un eremo incastonato in una parete rocciosa e gli assegnarono il nome di Santa Croce in Valle Noce. 
L’eremo era costituito, come attualmente, da una chiesa di piccole dimensioni a forma allungata, da una decina di celle monastiche collegate alla chiesa attraverso un sistema di scale e percorsi e da una parte adibita alle funzioni comuni della vita monacale. 
Dal 1416 l’interno della chiesa fu completato con un ciclo pittorico diviso dal trittico della sagrestia adiacente per mezzo di un muro. 
Persa la memoria del luogo, essa riprese dopo il 1883 quando due pastori di Roccatamburo rinvennero, all'interno della chiesa, un dipinto in mezzo ai rovi. Questo episodio determinò la decisione di far restaurare la chiesa che successivamente fu chiamata Madonna della Stella dalla veste indossata dalla Madonna, dipinta nella parete rocciosa, adornata di croci a forma di stelle.

## Descrizione
L’eremo è costituito da una chiesa con volume stretto ed allungato ricavato e scavato nella roccia. Gli interni si sviluppano secondo un sistema di volte irregolari e durante il recente restauro architettonico, avvenuto tra il 2013 e il 2014, sono venuti alla luce nuovi affreschi di autori sconosciuti.
La chiesa e la sagrestia in origine, nel XV secolo, comunicavano attraverso un arco, perciò il vano alla sinistra della chiesa era il suo prolungamento perché decorato con un ciclo pittorico proprio. 
La decorazione è composta da cicli dipinti ad affresco distinti ed eseguiti da diversi autori in epoche differenti. 
Il primo ciclo, datato 1416, si trova nell'ex sagrestia e rappresenta Gli eremiti sant’Antonio abate e san Paolo eremita e la Madonna col Bambino tra sant'Agostino e sant'Antonio Abate. Sul soffitto vi è una porzione di cielo con stelle rosse su fondo bianco. Nell'arco divisorio tra la cappella e la chiesa rimane un frammento di decorazione con elementi geometrici e girasoli. 
Il secondo ciclo della chiesa, anch'esso realizzato da differenti artisti, rappresenta San Michele Arcangelo e il Vir Pietatis, risalenti alla metà del XV secolo, e La Madonna che allatta il bambino (Virgo Lactans) tra i santi Pietro e Paolo, le sante Lucia, Caterina d'Alessandria e il beato Simone Fidati, affrescato nella seconda metà del XV secolo.
Un altro pittore, presumibilmente nel XVI secolo, ha realizzato un piccolo Vir Pietatis, di cui rimane solo una piccola traccia.